# Karel Černý (spisovatel)
Karel Černý (12. června 1913 Slivenec – 19. září 1985 Praha) byl český spisovatel pro děti a mládež, publicista, redaktor dětských časopisů, učitel.

## Díla
- Chlapík Honda (1954)
- O jablůňce se zlatými jablky a jiné pohádky (1956 v 3. vydání)
- Příběhy od Zlaté říčky (1963)